# بک دو کوربو
بک دو کوربو (به لاتین: Bec du Corbeau) یک کوه در سوئیس است که در کانتون وله واقع شده‌است. بک دو کوربو ۱٬۹۹۲ متر بالاتر از سطح دریا واقع شده‌است.